# A London Symphony
A London Symphony ist die zweite Sinfonie von Ralph Vaughan Williams. Sie wird häufig auch offiziell als “Sinfonie Nr. 2” bezeichnet, obwohl der Komponist sie nie so genannt hat. Uraufgeführt wurde das viersätzige Werk 1914. Die Partitur ging zunächst verloren, wurde dann rekonstruiert und später noch vom Komponisten modifiziert.

## Struktur
Vaughan Williams sagte einmal, dass der Titel eine gewisse Programmatik suggeriere, zumal in der Musik Klänge vorkommen, die es tatsächlich in London gibt wie beispielsweise der berühmte Westminsterschlag. Trotzdem solle die Sinfonie aber als absolute Musik gesehen werden. In einer programmatischen Erklärung meinte Vaughan Williams 1920, dass es eigentlich besser wäre, von der „Sinfonie eines Londoners“ zu sprechen.
Die Sinfonie besteht aus vier Sätzen.
1. Satz: Lento - Allegro risoluto
Die Sinfonie beginnt betont leise und nach einigen „nächtlich“ wirkenden Takten ist der Westminster-Glockenschlag zu hören - gespielt von einer Harfe. Nach einer Pause beginnt sehr laut das „Allegro risoluto“. Auch das folgende zweite Thema, hauptsächlich vorgetragen von den Blas- und Blechbläsern, ist energisch und munter. Es schafft eine Atmosphäre eines Bankfeiertags in Hampstead Heath. Nach einem kontrastierenden sanften Zwischenspiel eines Streichsextetts zusammen mit der Harfe kehren die energischen Themen zurück und bringen den Satz zu einem lebendigen Ende.
2. Satz: Lento
Vaughan Williams sagte, der zweite, langsame Satz sollte die Atmosphäre „Bloomsbury Square“ an einem November Nachmittag vermitteln. Leise Musikmotive, die alternativ vom Englischhorn, der Flöte, Trompete und Viola vorgetragen werden und den Gang zu einem Grab untermalen könnten, führen zu einer leidenschaftlichen Phase, nach der der Satz zurückkehrt zu seiner anfänglichen leisen Stimmung.
3. Satz: Scherzo (Nocturne)
Nach Worten des Komponisten: „Wenn der Zuhörer sich vorstellt, nachts am Themseufer zu stehen, umgeben von den fernen Klängen des Strand mit seinen großen Hotels auf der einen Seite und dem ‚Cut‘ auf der anderen Themseseite mit seinen überfüllten Straßen und flirrenden Lichtern, dann mag dieses Bild eine gute Einstimmung auf das sein, was in der Musik passiert“. Im Prinzip behandelt dieser dritte Satz zwei Scherzo-Themen, das erste als fugato und das zweite vorwärts strebend und lebendig.
4. Satz: Finale – Andante con moto – Maestoso alla marcia – Allegro – Lento – Epilogue
Das Finale beginnt mit einem Trauermarsch, interpunktiert von einem leichteren Allegro-Thema. Nach der Wiederkehr des Marsches taucht das Hauptthema des ersten Satzes (allegro) wieder auf, der Westminster-Glockenschlag ist wieder zu hören, gefolgt von einem ruhigen Epilog, der inspiriert ist vom letzten Kapitel von H. G. Wells’ Roman Tono-Bungay.
„Der letzte große Satz in der London-Sinfonie, in dem der wahre Kern der alten Ordnung völlig verblasst und verschluckt wird … ein Licht nach dem anderen erlischt. England und das Königtum, Britannien und das Empire, der alte Stolz und die alte Hingebung, achteraus, sinkt auf den Horizont – vorbei – vorbei. Der Fluss fließt vorbei, London fließt vorbei, England fließt vorbei.“

## Geschichte und Versionen
Die Sinfonie wurde komponiert von 1912 bis 1913. Sie ist Vaughan Williams’ Freund George Butterworth gewidmet, der ebenfalls Komponist war und im Ersten Weltkrieg von einem Scharfschützen an der Somme getötet wurde. Butterworth war der erste, der Vaughan Williams dazu ermutigt hatte, eine reich orchestrale Sinfonie zu schreiben.
Das Werk wurde am 27. Mai 1914 in der Queen’s Hall uraufgeführt unter dem Dirigat von Geoffrey Toye. Die Aufführung war ein Erfolg, aber kurze Zeit später ging die Partitur verloren auf dem postalischen Weg zu dem Dirigenten Fritz Busch in Deutschland ungefähr zum selben Zeitpunkt, als der Erste Weltkrieg ausbrach. Der Komponist, zumindest erzählen das Toye, Butterworth und der Musikkritiker E. J. Dent, rekonstruierte die Partitur aus den erhaltenen Instrumentalstimmen, und die Rekonstruktion wurde aufgeführt am 11. Februar 1915 unter der Leitung von Dan Godfrey.
Die Sinfonie erlebte noch einige andere Revisionen, bevor sie ihre endgültige Form fand. Vaughan Williams änderte sie noch einmal für eine Aufführung im März 1918 und dann nochmals zwischen 1919 und 1920. Diese zweite Revision war die, die zuerst publiziert wurde und die auch zuerst auf Schallplatten aufgenommen wurde – 1941 vom Cincinnati Symphony Orchestra unter der Leitung von Eugène Aynsley Goossens.
Als Vaughan Williams 1933 an seiner 4. Sinfonie arbeitete, revidierte er die London-Sinfonie erneut. Er betrachtete diese Version, die 1936 publiziert wurde, als die endgültige, und diese Version ging dann auch in das Repertoire der großen Orchester ein. Als im Jahr 2001 Vaughan Williams’ Witwe Ursula die Erlaubnis erteilte, die Version von 1914 erstmals auf CD aufzunehmen und auch in einem Konzert aufzuführen, waren sich viele Kritiker darin einig, dass, obwohl die Schlussfassung präziser und straffer komponiert ist als die erste Version, der Komponist auf dem Wege der vielen Änderungen auch viele sehr interessante Passagen gelöscht hat. Ein Kommentar lautete: „Die Version von 1913 ist meditativer, verschatteter und tragischer im Ton und erinnert an Gustav Mahlers Komplexität. 1933 hat sich Vaughan Williams’ Konzept einer sinfonischen Architektur mehr in Richtung auf Jean Sibelius entwickelt.“
Die Haupt-Unterschiede zwischen der ersten und letzten Version lassen sich folgendermaßen zusammenfassen:
- 1. Satz: keine Unterschiede. Die 1914er Version bleibt unberührt durch alle Änderungen hindurch.
- 2. Satz: 52 Takte der 1914er Version wurden 1933/36 gestrichen, hauptsächlich von der stillen Coda.
- 3. Satz: Am Ende des Originals gibt es eine dunkle andantino-Passage, von der keine Spur erhalten bleibt in der Endversion.
- 4. Satz, Finale: In der 1914er Version gibt es eine zentrale e-Moll-Sequenz, die zwar ähnlich der Endversion ist, aber unterbrochen wird von einem orchestralen „Angstschrei“ basierend auf dem Eröffnungsthema, wonach das Allegro wiederkehrt. Nach dem Ende der Allegro-Abteilung sieht die 1914er Partitur eine lange andantino-Sequenz vor für Streicher und Holzbläser, die später von Vaughan Williams wieder gestrichen wurde. Abschließend wurde der Original-Epilog auf 105 Takte erweitert.[5]

Die Endversion ist mehr als 20 Minuten kürzer als das Original, wie der Vergleich einiger Aufnahmen zeigt:
1914er Version:
- London Symphony Orchestra/Richard Hickox: 61:19 (I: 15:04; II: 16:16; III: 11:04; IV: 18:50)[8]

1933/36er Revision:
- Queen’s Hall Orchestra/Sir Henry Wood (rec 1936): 37:09 (I: 11:40: II: 8:39; III: 5:21; IV: 10:49)[9]
- London Philharmonic Orchestra/Sir Adrian Boult (rec 1971): 43:03 (I: 14:24; II: 9:32; III: 7:07; IV: 12:00)[10]